# 假熊猴
假熊猴，又名北狐猴、始新狐猴或古狐猴，是一屬生存於5000萬年前歐洲的早期靈長目。假熊猴的身體構造與現存的靈長目分支相似。牠們不像狐猴，而是有較短的面部及向前的眼睛，眼睛有骨頭包圍。牠們的手指較長，適合攀爬樹枝。牠們相對的拇指是獨有的特徵。牠的脊骨像狐猴般很靈活。牠可能吃果實及昆蟲。包括假熊猴的兔猴型下目已經滅絕，而最後的的成員西瓦兔猴屬於中新世末期消失。
假熊猴最少有5個物種。另外亦有7個潛在物種的化石已經被發現。

## 外部連結
- Mikko's Phylogeny Archive